# 中川翼
中川 翼（なかがわ つばさ、2005年12月6日 - ）は、日本の俳優である。神奈川県出身。モンドラナエンタテインメントに所属後、トップコート所属。
弟は、子役の中川望。

## 略歴
人見知りを直すために、4歳の頃モンドラナエンタテインメントからモデルとしてデビュー
2015年1月19日、テレビ未来遺産『ORANGE～命懸けで闘った消防士の魂の物語～』（TBS）で俳優デビュー。同年9月19日公開『ヒロイン失格』で映画初出演。
2016年1月15日、金曜ドラマ『わたしを離さないで』（TBS）で連続ドラマ初出演。
2017年1月22日、大河ドラマ『おんな城主 直虎』（NHK）で 龍王丸役を演じて、NHK大河ドラマ初出演。
2021年1月12日、火9ドラマ『青のSP―学校内警察・嶋田隆平―』で連続ドラマに初めてレギュラー出演。同年10月1日公開『光を追いかけて』で映画初主演。

## 人物
- 趣味：読書、料理、ウクレレ、バスケットボール[2]
- 憧れの俳優は平手友梨奈 [3]

## 出演

### テレビドラマ
- ORANGE～命懸けで闘った消防士の魂の物語～（2015年1月19日、TBS） - 山倉隆志（幼少期） 役
- わたしを離さないで（2016年1月15日 - 3月18日、TBS） - 土井友彦（少年期） 役
- こえ恋（2016年7月9日 - 10月1日、テレビ東京） - 松原蛍 役
- 視覚探偵 日暮旅人 第8話（2017年3月12日、日本テレビ） - 白石昇一 役
- アイドル×戦士 ミラクルちゅーんず!（2017年4月2日 - 2018年3月25日、テレビ東京） - 栗原リョウ 役
- 世にも奇妙な物語「しりとり家族」「しりとり家族ふたたび」（2017年、フジテレビ） - 村上大樹 役
- 大河ドラマ（NHK）
  - おんな城主 直虎（2017年1月22日） - 龍王丸 役
  - 鎌倉殿の13人（2022年8月21日・9月4日・11日・25日） - 北条政範 役
  - べらぼう〜蔦重栄華乃夢噺〜 第24回（2025年6月22日） - みの吉 役[6][7]
- 開局55周年特別企画 ドラマスペシャル「Aではない君と」（2018年9月21日、テレビ東京） - 藤井優斗 役
- 彼らを見ればわかること（2020年1月11日 - 2月29日、WOWOW） - 富澤雄馬 役[8]
- 青のSP―学校内警察・嶋田隆平―（2021年1月12日 - 3月16日、関西テレビ・フジテレビ） - 真田一樹 役[4]
- ひきこもり先生 第3話 - 最終話（2021年6月26日 - 7月3日、NHK総合） - 奥山博喜 役
- 大奥 Season2「幕末編」（2023年11月 - 12月、NHK総合） - 仲野 役[9]
- 相棒 season22 第17話「インビジブル」第18話「インビジブル～爆弾テロ! 最後のゲーム」（2024年2月21日・28日、テレビ朝日） - 山田希望 役
- お迎え渋谷くん（2024年4月2日 - 6月18日、関西テレビ・フジテレビ） - 本田圭佑（ぽんちゃん） 役[10]
- モンスター（2024年10月14日 - 12月23日、関西テレビ・フジテレビ） - 城野尊 役[11]
- 水平線のうた（2025年3月1日・8日、NHK総合・NHK BSプレミアム4K） - 及川皇 役[12]

### 配信ドラマ
- 御手洗家、炎上する（2023年7月13日、Netflix） - 御手洗希一（青年期） 役

### 映画
- ヒロイン失格（2015年9月19日、ワーナー・ブラザース映画） - 寺坂利太 (幼少期)の同級生 役
- 僕だけがいない街（2016年3月19日、ワーナー・ブラザース映画） - 藤沼悟 (幼少期) 役
- 覆面系ノイズ（2017年11月25日、松竹） - 榊桃（モモ）(幼少期) 役
- アイネクライネナハトムジーク（2019年9月20日、ギャガ） - 少年 役
- くらやみ祭の小川さん（2019年10月25日、ピーズインターナショナル）
- 浅田家! （2020年10月2日、東宝） - 浅田幸宏（少年時代） 役
- Arc アーク（2021年6月25日、ワーナー・ブラザース映画） - 黒田天音（15歳）役[13][14]
- 光を追いかけて（2021年10月1日、エレファントハウス） - 中島彰 役[5]
- Thank you for sharing your world（講談社VRラボ） - 主演・タカシ 役[15]
- 耳をすませば（2022年10月14日、松竹・ソニー・ピクチャーズ エンタテインメント） - 天沢聖司（中学生） 役[16]
- スパイスより愛を込めて。（2023年6月2日、ブロードメディア） - 主演・山本蓮 役[17]
- 私の卒業-第6期-「80年後のあなたへ」（2025年5月16日、The icon）- 中濱謙太郎 役[18][19]
- 恋に至る病（2025年10月24日公開予定、アスミック・エース） - 善木村民雄 役[20]

### ラジオ
- FMシアター「素数と雨音」（2023年1月21日、NHK-FM） - 主演・涼介 役[21]

### CM
- サントリー 伊右衛門
- エバラ 黄金のタレ
- ドミノピザ
- ホンダ ミニバンシリーズ『スノードーム』篇
- クラシエフーズ チョココローネ

### MV
- モノローグ 秋山黄色